# ルイ・ファン・ハール
ルイ・ファン・ハールことアロイーシウス・パウルス・マリーア・ファン・ハール OON（Aloysius Paulus Maria "Louis" van Gaal, オランダ語発音: [luˈʋi vɑŋ ˈɣaːl] ( 音声ファイル), 1951年8月8日 - ）は、オランダ・アムステルダム出身の元サッカー選手。サッカー指導者。元オランダ代表監督。現役時代のポジションはミッドフィールダー。

## 選手経歴

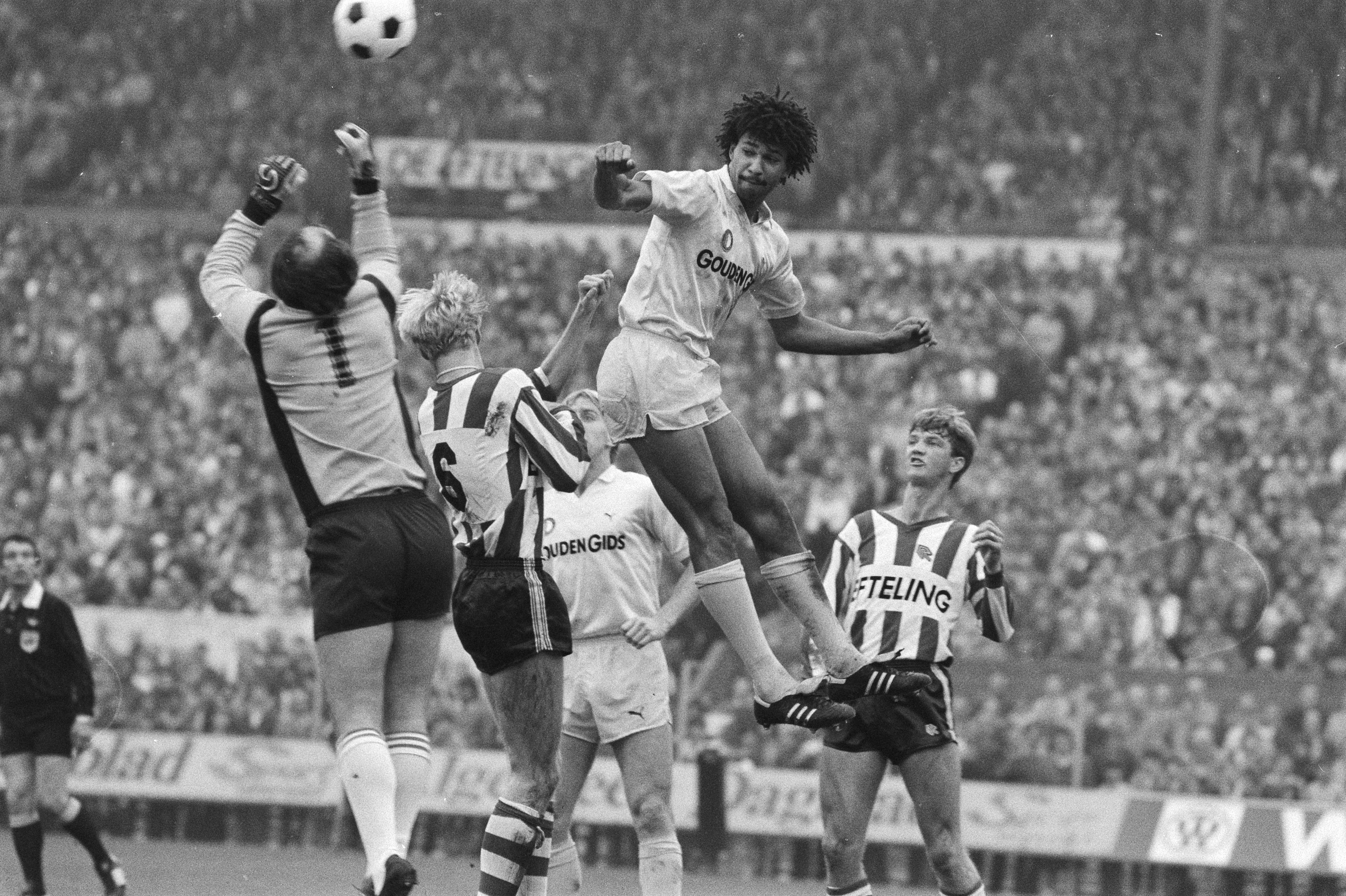
選手時代のファン・ハール（右端）とルート・フリット（中央）

ファン・ハールはアムステルダムで生まれ、地元のアマチュアクラブでサッカーを始めた。20歳でアヤックスのセカンドチームに加入したが、中盤のポジションはヨハン・クライフやヨハン・ニースケンス等が務めており、トップチームでは出場機会を得られなかった。ファン・ハールはギー・ティスが監督を務めていたジュピラー・プロ・リーグのロイヤル・アントワープに加入し、1973-74シーズンと1974-75シーズンに2シーズン連続でリーグ2位を経験した。ベルギーで4シーズンを過ごした後にオランダへ戻り、SCテルスターでエールディヴィジデビューを果たした。その後はスパルタ・ロッテルダムでプレイした後にAZに加入し、現役引退後の1986年にアシスタントコーチに就任した。その後すぐにアヤックスに移り、レオ・ベーンハッカーの下でアシスタントコーチを務め、1991年にベーンハッカーがクラブを去ると監督に昇格した。

## 監督経歴

### アヤックス
アヤックスでは多くの有望な若手オランダ人選手を率い、1992年にUEFAカップを優勝し監督として初めてのタイトルを獲得すると、1994年から1996年までエールディヴィジを3連覇した。なかでも1994-95シーズンには34試合27勝7分、得失点差78という成績で無敗優勝を達成した。さらにこの1994-95シーズンにはUEFAチャンピオンズリーグでも無敗優勝している。多くのタイトルを獲得し、黄金時代を築き上げた。

### バルセロナ
1997年、FCバルセロナの監督に就任。初年度からリーガ・エスパニョーラとコパ・デル・レイを優勝しダブルを達成。翌1998-99シーズンもリーグ優勝を果たした。しかし、1999-2000シーズンはデポルティーボ・ラ・コルーニャによってリーグ三連覇を阻まれ、またUEFAチャンピオンズリーグでの不振とバルサファンとの関係悪化等を理由に2000年に退任した。この最初のバルセロナ監督時代にはジョゼ・モウリーニョがアシスタントコーチを務めており、一緒に仕事をしていた。

### オランダ代表・バルセロナ復帰
2000年に辞任後はオランダ代表を率いたものの、2002年の日韓W杯の出場権を逃す。その後、バルセロナ監督に復帰したが不振で辞任した。

### AZ
古巣アヤックスのテクニカル・ディレクターを経て、2005年に18年ぶりにAZに復帰。2006-07シーズンは、PSVアイントホーフェンやアヤックス・アムステルダムと最終節まで優勝を争ったが、最終節で敗れ優勝はならなかった。2008-09シーズンには他の強豪が不振にあえぐ中、3試合を残して優勝を決めた。これはAZにとって28シーズンぶり2度目のリーグ優勝で、エールディヴィジの3強(アヤックス・PSVアイントホーフェン・フェイエノールト)以外のチームがリーグ優勝をするのも前回のAZのリーグ優勝以来28シーズンぶりとなる快挙であった。

### バイエルン・ミュンヘン

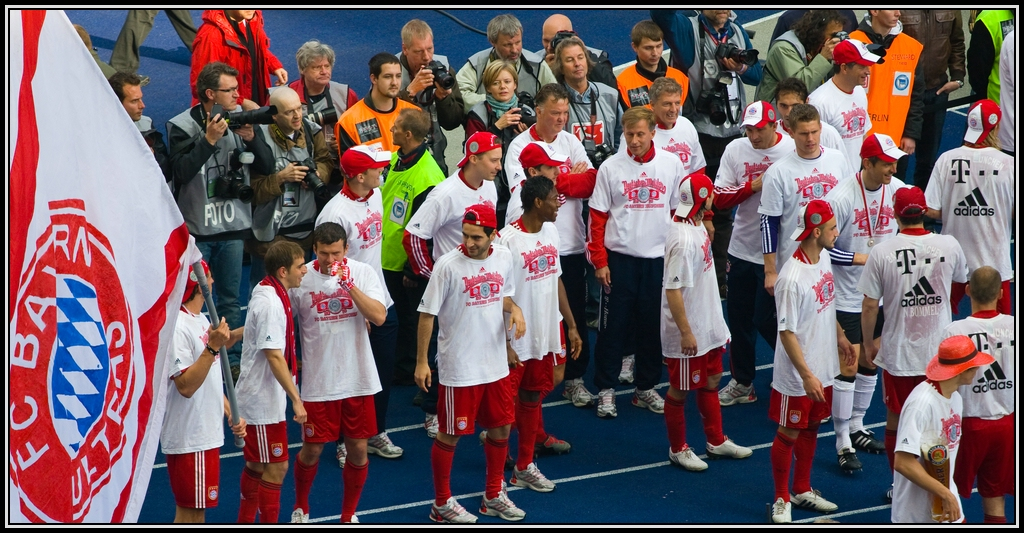
バイエルン・ミュンヘンの監督時代のファン・ハール

2009年5月13日、2009-10シーズンからバイエルン・ミュンヘンの監督に就任することが発表された。初年度からブンデスリーガ、DFBポカールを優勝しダブルを達成。チャンピオンズリーグでは決勝まで進出し、かつて師弟関係にあったジョゼ・モウリーニョ率いるインテルと互いにトレブルがかかった状況で対戦したが、0-2で敗れ準優勝に終わった。翌2010-11シーズンは不振に陥り、シーズン途中にシーズン終了後の退任がチームから発表されたが、チームが4位に転落したこともあって、2011年4月10日に解任された。

### アヤックス
2011年11月、アヤックスのゼネラル・ディレクターに招聘することが決定する。しかし、かねてよりファン・ハールと因縁が深かったヨハン・クライフテクニカル・アドバイザーが、人事に異議を唱え、裁判所に提訴。12月の一審で、人事が認められず、2012年2月の異議申し立ても認められなかった。

### 2度目のオランダ代表
2012年7月、ワールドカップブラジル大会でのベスト4とオランダ流の攻撃的フットボールを採用することをノルマにオランダ代表の監督に再任。エールディヴィジでプレーする若手を積極的に起用してチームの若返りを進めながら、記者会見での自己主張の強さは変わらないものの、若い選手たちに対して第1期とは異なる父親的な顔を見せて自らの変化を証明。予選でも圧倒的な成績を残して本大会出場に導いたが、2014年5月、「自分には代表監督は合わない」とブラジル大会をもって代表監督を退任することを発表。
そのワールドカップでは、グループDに次ぐ死の組と言われたB組で苦戦が予想されたが、このシーズン終盤にフェイエノールトでロナルド・クーマンが採用し結果を出していた5-3-2システムを採用したことで、第1戦で前回王者スペインを5-1で破るなど3戦全勝で首位通過。準々決勝のコスタリカ戦では、PK戦突入間際にヤスパー・シレッセンに代えて投入したティム・クルルがPK2本を止めて、ファン･ハールの好采配でオランダは準決勝に駒を進めた。

### マンチェスター・ユナイテッド
2014年5月、ワールドカップブラジル大会終了後にマンチェスター・ユナイテッドの監督に就任することが決定。契約は3年間であり、アシスタントコーチにライアン・ギグス、アルベルト・スタイフェンベルフ、フランス・フークらが就任した。
2016年5月21日に行われたFAカップの決勝戦でジェシー・リンガードの延長戦における決勝ゴールにより2-1でクリスタル・パレスを下し、FAカップのタイトルを獲得したが、2日後に監督を解任された。

### 3度目のオランダ代表
2021年8月3日、3度目となるオランダ代表監督に就任した。ワールドカップカタール大会の欧州予選ではグループGを首位で終えて2大会ぶりのワールドカップ出場権を獲得。
2022年4月には進行性の前立腺がんを患っていることを明かし、ワールドカップ後の退任を示唆した。
最後の試合となったワールドカップカタール大会の準々決勝ではアルゼンチンに2点先行される中でも残り20分弱で追いついてPK戦に持ち込むなどチームも粘りも見せた。欧州予選の途中から20試合を指揮して14勝6分という負けなしの成績（FIFA規定によりPK戦は引き分け）でオランダ代表を退任した。
オランダ代表監督退任後は、健康面からも監督業の引退を示唆しており、2023年10月には極度の不振に陥った古巣アヤックスからの要請を受け、外部アドバイザーに就任したことが発表された。同月にアヤックスの暫定監督に就任したヨン・ファント・シップの招聘は、ファン・ハールの推薦とされている。

## 人物

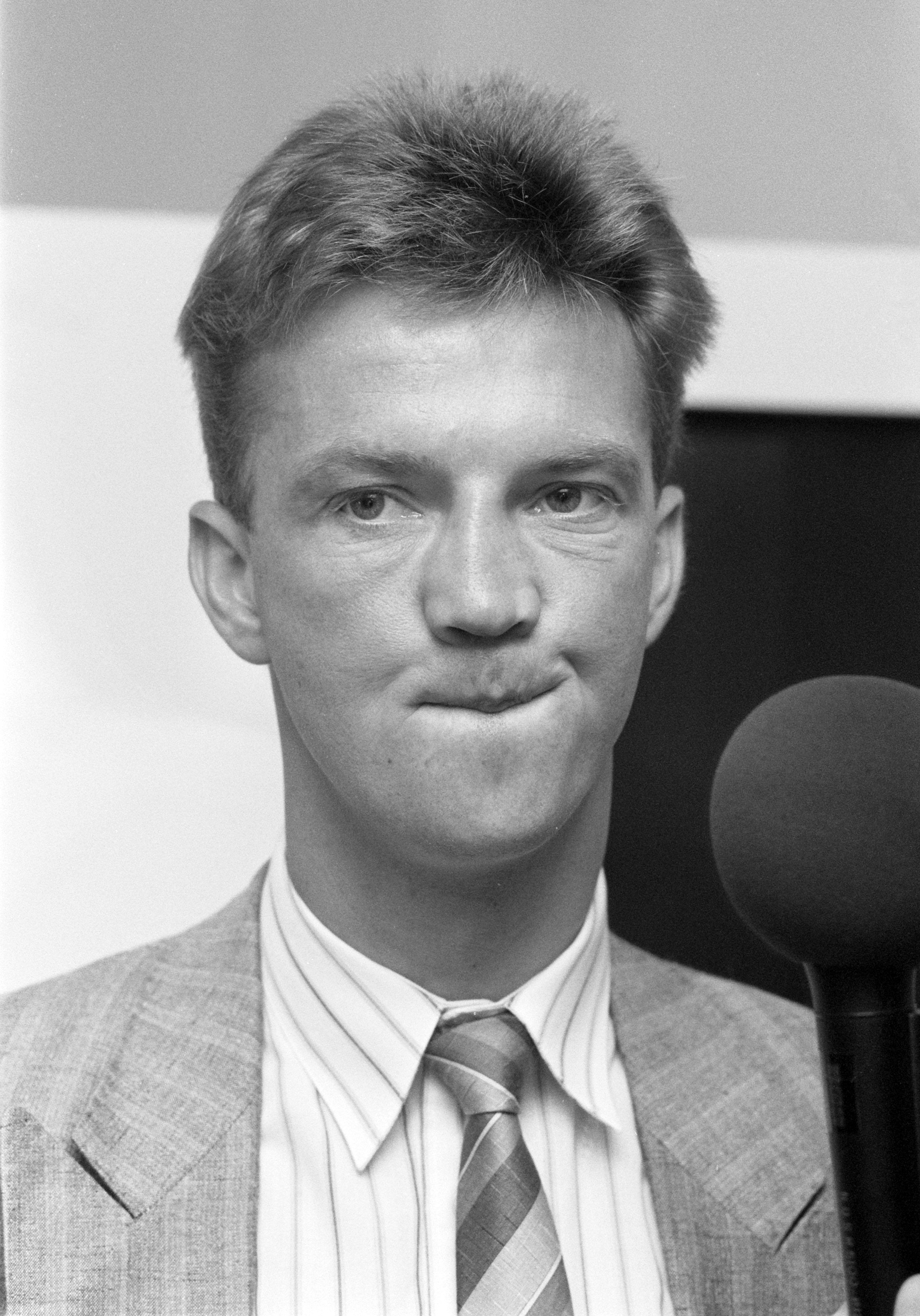
アヤックスのアシスタントコーチ時代のファン・ハール（1988年）

サッカー界屈指の戦術家であり、選手個々の能力よりもシステムを重視する傾向があるという印象を持たれている。その大きな原因として、バルセロナ時代にはリバウド、ルイス・フィーゴ、フアン・ロマン・リケルメといった卓越したテクニックを持つ選手にも守備を強要し、軋轢を生んだことがある。試合中、自チームの勝敗に関わらずベンチで熱心にメモを取る姿がしばしば見られる。バルセロナ監督時代には、ファンから「落書きは便所でしろ！」と野次を受けた事もあった。
オランダ国外のクラブでも、オランダ人選手を積極的に獲得し重用する傾向があるというイメージを持たれている。その原因はバルセロナでパトリック・クライファート、ミハエル・ライツィハー、マルク・オーフェルマルス、フランク・デ・ブールおよびロナルド・デ・ブールらアヤックス時代の愛弟子や、フィリップ・コクーやルート・ヘスプなどを中心にレギュラー選手の半数近くでオランダ人選手を起用したことにあり、その方針はバルセロナ地元紙などで酷評された。バイエルンではマルク・ファン・ボメルをキャプテンに任命したが、ドイツ人でない選手がキャプテンになることはバイエルン史上初めてのことであった。マンチェスター・ユナイテッドでは、就任後初の移籍市場でダレイ・ブリントを獲得し、翌年2015年5月に獲得したメンフィス・デパイが、「栄光の7番」を継承したなどのケースもファン･ハールの『オランダびいき』として色眼鏡で見られることがある。
また、若手選手を積極的に起用する傾向がある。2度のバルセロナ監督時代には10代の頃のシャビ・エルナンデスやアンドレス・イニエスタをカンテラからトップチームに引き上げて重用した。バイエルンではトップチーム昇格一年目のトーマス・ミュラー、ホルガー・バトシュトゥバーをレギュラーに抜擢し成果を上げたが、ルカ・トーニ、ルシオなど実績のあるベテランを冷遇し彼らの退団へと繋がった。
バルセロナ監督時代に批判された経緯から、ヨハン・クライフとは「一生許さない」と言うほど対立している。ただ、2016年3月24日にクライフが逝去した際には、追悼の言葉を送っている。ロナルド・クーマンとはアヤックスのテクニカル・ディレクター時代に対立したが、2012年のオランダ代表監督就任を契機に和解したと見られており、代表選手の多く所属するフェイエノールトの監督であるクーマンとは多く連絡を取っている。規律に厳しく自信過剰なイメージがつきまとうが、バイエルン・ミュンヘン時代を経て2度目のオランダ代表監督に就任した後は「父親役」として若い代表選手たちと熱心にコミュケーションを取り、オランダメディアからも成長を評価された。ブラジルでのワールドカップ本番でのセンセーショナルな活躍には、天敵だったヨハン・デルクセンもついに賛辞を贈った。
漫画『キャプテン翼 ROAD TO 2002』の登場人物であるエリック・ファンサールのモデルである。

## パーソナルライフ
9人兄弟の末っ子として生まれ、カトリック教徒として育てられた。営業職だった父はファン・ハールが11歳だった時に亡くなった。初めの妻であるフェルマンダとの間には娘を2人もうけたが、妻は1994年に膵癌で亡くなった。
2008年に現在の妻であるトルースと再婚し、休暇はポルトガルのアルガルヴェに位置するアルブフェイラ近くの別荘で過ごしている。
2009年に『デイリー・テレグラフ』の報道により、ファン・ハールはバーナード・L・マドフに投資し、数百万ポンドの損失を被っていたことが明らかとなった。
2015年3月19日にマンチェスター・ユナイテッドとの契約満了後には監督業から退く意向であることを明らかにした。

## 獲得タイトル
アヤックス
- エールディヴィジ 3回 (1993-94, 1994-95, 1995-96)
- KNVBカップ 1回 (1992/93)
- ヨハン・クライフ・シャール 3回 (1993, 1994, 1995)
- UEFAチャンピオンズリーグ 1回 (1994-95)
- UEFAカップ 1回 (1991-92)
- UEFAスーパーカップ 1回 (1995)
- インターコンチネンタルカップ 1回 (1995)

バルセロナ
- リーガ・エスパニョーラ 2回 (1997-98, 1998-99)
- コパ・デル・レイ 1回 (1997-98)
- UEFAスーパーカップ 1回 (1997)

AZ
- エールディヴィジ 1回 (2008-09)

バイエルン・ミュンヘン
- ブンデスリーガ 1回 (2009-10)
- DFBポカール 1回 (2009-10)
- DFLスーパーカップ 1回 (2010)

マンチェスター・ユナイテッド
- FAカップ 1回 (2015-16)

個人
- ワールドサッカー誌年間最優秀監督　1回 (1995)[18]
- オンズドール年間最優秀監督　1回 (1995)[19]
- リヌス・ミヘルス・アワード　2回 (2007、2009)[20]
- ドイツ年間最優秀監督　1回 (2010)[21]

勲章
- オレンジ・ナッソー勲章　(1997)[22]